# Язовирът
„Язовирът“ (на френски: Le barrage) е картина на люксембургския художник Доминик Ланг от 1913 г.
Картината е с размери 80,5 x 67 cm. Доминик Ланг е един от най-значимите люксембургски художници от началото на XX век, единствения представител от страната на първото изложение на импресионистите в Париж. След завършването на образованието си в Академията за изящни изкуства в Антверпен през 1900 г. започва да твори в стил символизъм. След 1912 – 1913 г. започва да използва по-изчистена техника. Рисува множество пейзажи в селски райони, където живее. Картината му „Язовирът“ участва в салона на изкуствата през 1914 г., където получава много добри отзиви за творбата и творчеството си. Успява да пресъздаде пречупването на слънчевата светлина в цветовете на дъгата. Неговото усещане за природа и автентичност продължава традициите на Клод Моне и Пиер-Огюст Реноар. Пейзажите му пресъздават света без индустриализацията.
Картината е част от колекцията на Националния музей за история и изкуство в Люксембург.